# 대행정구

대행정구(大行政區)는 중화인민공화국 초기에 존재했던 행정구역 단위로 성급 행정구역 몇 곳을 관할했다. 1954년 해체됐다. 대행정구 목록은 다음과 같다.
- 화북구: 베이징 소재
- 동북구: 선양 소재
- 화동구: 상하이 소재
- 중남구: 한커우 소재
- 서북구: 시안 소재
- 서남구: 충칭 소재